# Because of the Times
Because of the Times é o terceiro álbum de estúdio do Kings of Leon, lançado pela Hand Me Down em 30 de Março de 2007 na Irlanda/Austrália, 2 de Abril de 2007 no Reino Unido e 3 de Abril de 2007 no EUA. O álbum recebeu em geral, criticas positivas e apareceu em enumeras listas de Top-10 para "Álbum do Ano. Em 2009, a Clash magazine nomeou o álbum como n° 3 no "Clash Essential 50", uma lista dos lançamentos mais importantes feita pela revista em 2004.
O álbum também ficou na posição n° 6 na lista de álbuns do ano da NME, e também na posição #31 da Rolling Stone' em seu Top 50 Albums of 2007. NME disse que o álbum "consolida o Kings Of Leon como uma das grandes bandas americanas da atualidade" e a Entertainment Weekly chamou Because of the Times de "um épico filme em tela grande de um CD e o melhor da banda até o momento." Outros descreveram Because of the Times como "um álbum construído com uma amável e familiar areia e uma inacreditável beleza. Kings of Leon está amadurecendo de forma incrível e com muito paciência, sem forçar nada que não seja musicalmente ou liricamente natural." Contudo alguns criticos consideraram o álbum inferior aos seus antecessores. Stylus Magazine deu ao álbum nota C- e disse "se eles querem que nós os levemos a sério, eles deviam ser mais honestos com o seu sotaque de uma pequena celebridade e não fingir ser uma coisa ingênua." Dave Hood da Artrocker deu ao álbum 1 estrela de 5, dizendo "Kings of Leon estão experimentando, aprendendo e se perdendo um pouco também." Pitchfork Media disse que "Because of the Times soa suspeitosamente como um contrataque contra as mulheres, vindo de algum lugar no meio dos anos 90, com feridas profundas e o ego do tamanho de um estádio."

## Faixas
Todas as letras escritas por Kings of Leon. 
| CD  |                   |         |  |
| N.º | Título            | Duração |  |
| 1.  | "Knocked Up"      | 7:10    |  |
| 2.  | "Charmer"         | 2:57    |  |
| 3.  | "On Call"         | 3:21    |  |
| 4.  | "McFearless"      | 3:09    |  |
| 5.  | "Black Thumbnail" | 3:59    |  |
| 6.  | "My Party"        | 4:10    |  |
| 7.  | "True Love Way"   | 4:02    |  |
| 8.  | "Ragoo"           | 3:01    |  |
| 9.  | "Fans"            | 3:36    |  |
| 10. | "The Runner"      | 4:16    |  |
| 11. | "Trunk"           | 3:57    |  |
| 12. | "Camaro"          | 3:06    |  |
| 13. | "Arizona"         | 4:50    |  |

| iTunes |                                                |         |  |
| N.º    | Título                                         | Duração |  |
| 1.     | "My Third House" (US bonus track)              | 4:03    |  |
| 2.     | "On Call" (UK bonus track- AOL Music Sessions) | 3:21    |  |

| Críticas profissionais                                                      | Críticas profissionais |
| Avaliações da crítica                                                       | Avaliações da crítica  |
| Fonte                                                                       | Avaliação              |
| --------------------------------------------------------------------------- | ---------------------- |
| allmusic                                                                    | [ 10 ]                 |
| Entertainment Weekly                                                        | (A-)                   |
| NME                                                                         | (8/10)                 |
| The Observer                                                                | [ 13 ]                 |
| Rolling Stone                                                               | [ 14 ]                 |
| Pitchfork Media                                                             | (5.4/10)               |
| PopMatters                                                                  | (7/10)                 |
| Uncut                                                                       | [ 17 ]                 |
| Stylus Magazine                                                             | (C-)                   |
| Esta tabela precisa de ser acompanhada por texto em prosa. Consulte o guia. |                        |

## Paradas musicais
| Ano  | País           | Posição |
| ---- | -------------- | ------- |
| 2007 | Reino Unido    | 1       |
| 2007 | Nova Zelândia  | 1       |
| 2007 | Irlanda        | 1       |
| 2007 | Austrália      | 4       |
| 2007 | Estados Unidos | 25      |
| 2007 | Bélgica        | 20      |
| 2008 | Austrália      | 15      |
| 2009 | Austrália      | 22      |